# Menophra strigata
Menophra strigata là một loài bướm đêm trong họ Geometridae.